# Gebührenordnung für Maßnahmen im Straßenverkehr
Die Gebührenordnung für Maßnahmen im Straßenverkehr (GebOSt) regelt auf dem Gebiet des Kostenrechts die Erhebung von Gebühren für die Tätigkeit der Fahrerlaubnis- und der Zulassungsbehörden sowie der amtlich anerkannten Sachverständigen und Prüfer (aaSoP).
Es handelt sich um eine Verordnung, die vom Bundesministerium für Verkehr und digitale Infrastruktur erlassen und regelmäßig angepasst wird.
Bis zum 31. Juli 2018 waren auch die Gebühren der Begutachtungsstellen für Fahreignung (MPU-Stellen) durch diese Verordnung festgesetzt. Ab dem 1. August 2018 können, da der Gesetzgeber auf eine weitere bundeseinheitliche Regelung verzichtet hat, die Begutachtungsstellen die Gebühren für ihre Tätigkeit frei festsetzen. (§ 65 Abs. 5 StVG)